# Saint-Pierre, Saint-Pierre và Miquelon
Saint-Pierre là thủ phủ của cộng đồng hải ngoại Saint Pierre và Miquelon, ngoài khơi bờ biển Newfoundland của Canada. Saint-Pierre chiếm đa phần dân số của Saint Pierre và Miquelon.

## Địa lý
Xã Saint-Pierre bao gồm đảo chính Saint-Pierre và nhiều đảo nhỏ lân cận, như L'Île-aux-Marins. Dù chiếm gần 90% dân số Saint Pierre và Miquelon, Saint-Pierre lại có diện tích nhỏ hơn nhiều so với Miquelon-Langlade, nằm trên đảo Miquelon.
Điểm dân cư chính và nơi đặt trụ sở xã nằm bên một bến cảng gọi là Barachois, hướng ra Đại Tây Dương, bên bờ biển miền đông đảo Saint-Pierre. Nhiều đảo nhỏ nằm gần Saint-Pierre.

## Lịch sử
Cho tới năm 1945, còn một xã nữa nằm trên Saint Pierre và Miquelon: L'Île-aux-Marins. Xã L'Île-aux-Marins đã được sáp nhập vào Saint-Pierre năm 1945.

## Dân cư
Dân số Saint-Pierre năm 2006 là 5.888, trong đó có nhiều người gốc Basque, Breton, Normand hoặc Acadia.

## Thành phố kết nghĩa
- Port-en-Bessin-Huppain (Pháp), kể từ năm 1976.[2]